# جورج ويلكس
جورج ويلكس (بالإنجليزية: George Wilkes)‏ هو صحفي أمريكي، ولد في 1817 في نيويورك في الولايات المتحدة، وتوفي في 23 سبتمبر 1885.